# Ferrari F8 Tributo
Ferrari F8 Tributo är en sportbil som den italienska biltillverkaren Ferrari introducerade på Internationella bilsalongen i Genève i mars 2019.
Ferrari F8 Tributo är en vidareutveckling av företrädaren 488 GTB. Karossen har uppdaterats för bättre aerodynamik och vikten har minskat med 40 kg. Motorn är dock densamma som i 488 Pista.
Motor:
| Modell     | Motor              | Cylindervolym | Effekt                 | Vridmoment             | Bränslesystem            |
| ---------- | ------------------ | ------------- | ---------------------- | ---------------------- | ------------------------ |
| F8 Tributo | 8-cyl V-motor DOHC | 3902 cm³      | 720 hk vid 8 000 v/min | 770 Nm vid 3 250 v/min | Direktinsprutning, turbo |

## Bilder

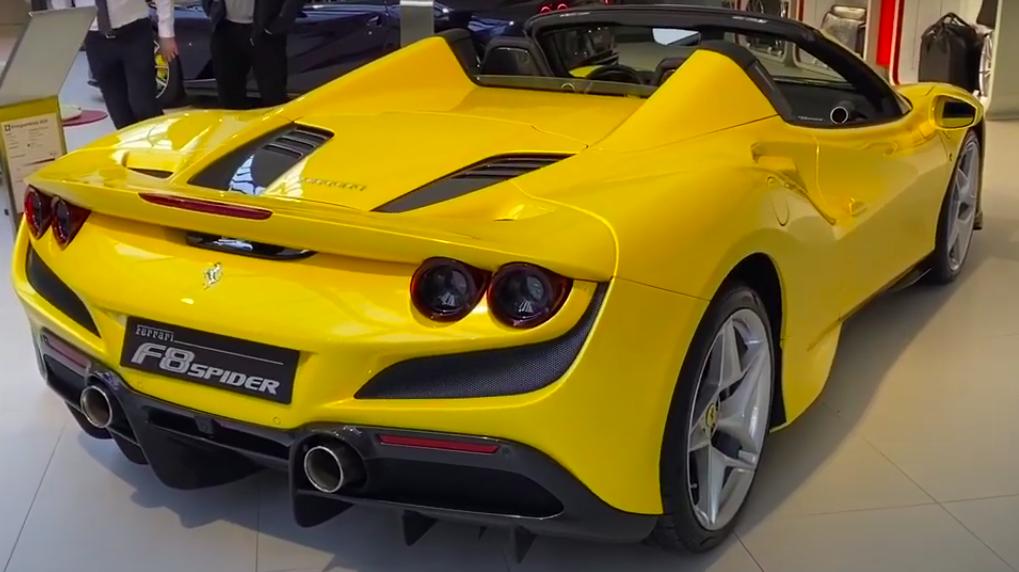
F8 Spider